# Elly Herkenhoff
Elly Herkenhoff (Joinville, 1906 — Joinville, 2004) foi uma historiadora brasileira.
Elaborou junto com a irmã Rosa Herkenhoff o Método Roselly, direcionado para alfabetização de adultos e ensino da língua alemã.
Elly Herkenhoff viveu, sucessivamente, em Cachoeiro de Itapemirim, onde já residiam dois de seus irmãos, no Rio de Janeiro, em São Paulo e, finalmente, em 1972, voltou a Joinville, sua terra natal.
Dedicou grande parte de sua vida à pesquisa da história de Joinville e ao estudo da relevante contribuição que a imigração alemã trouxe ao desenvolvimento do Brasil.
Foi, durante algum tempo, funcionária do Arquivo Histórico de Joinville.
Em 1999 recebeu o título de cidadã benemérita de Joinville.

## Livros
- Famílias brasileiras de origem germânica, volume VI (1975) (com Maria Teresa Elisa Böbel)
- História da imprensa de Joinville[ligação inativa]
- Joinville: Nossos prefeitos 1869 -1903[ligação inativa]
- O observador às margens do rio Mathias[ligação inativa]
- Um por todos, todos por um[ligação inativa]
- Wiegand Engelke: o importante médico alemão chegou em Joinville em 1857[ligação inativa]
- Joinville: nosso teatro amador (1858-1938)[ligação inativa]